# Edoksaban
Edoksaban (łac. edoxabanum) – wielofunkcyjny organiczny związek chemiczny, lek przeciwzakrzepowy, bezpośredni i odwracalny inhibitor czynnika Xa, stosowany w zapobieganiu zakrzepom u pacjentów z grup wysokiego ryzyka.

## Mechanizm działania
Edoksaban jest bezpośrednim i odwracalnym inhibitorem czynnika Xa. Poprzez zahamowanie czynnika Xa oraz protrombinazy zapobiega wytwarzaniu trombiny i poprzez to powstawaniu skrzepu.

## Metabolizm
Edoksaban jest metabolizowany w niewielkim stopniu, w drodze hydrolizy przez karboksyesterazę, sprzęgania oraz oksydacji przez CYP3A4/5.

## Zastosowanie

### Unia Europejska
- zapobieganie udarom mózgu i zatorowości systemowej u dorosłych pacjentów z niezastawkowym migotaniem przedsionków z co najmniej jednym czynnikiem ryzyka, takim jak przebyty udar mózgu lub przemijający napad niedokrwienny (ang. transient ischaemic attack, TIA), wiek ≥ 75 lat, nadciśnienie tętnicze, cukrzyca, zastoinowa niewydolność serca (klasa wg NYHA ≥ II)[4],
- leczenie zakrzepicy żył głębokich oraz zatorowości płucnej u dorosłych[4],
- zapobieganie zakrzepicy żył głębokich oraz zatorowości płucnej u dorosłych[4].

### Stany Zjednoczone
- zmniejszenie ryzyka wystąpienia udaru mózgu i zatorowości systemowej u pacjentów z migotaniem przedsionków niezwiązanym z wadą zastawkową[3]

Edoksaban znajduje się na wzorcowej liście podstawowych leków Światowej Organizacji Zdrowia (WHO Model Lists of Essential Medicines) (2019).
Edoksaban jest dopuszczony do obrotu w Polsce (2020).

## Działania niepożądane
Edoksaban może powodować następujące działania niepożądane u ponad 1% pacjentów: niedokrwistość, krwawienie z nosa, krwawienie z przewodu pokarmowego, krwiomocz, nudności, krwiak, krwawienie z pochwy u kobiet poniżej 50 roku życia, świąd, wysypka oraz zwiększenie aktywności bilirubiny i γ-glutamylotranspeptydazy w osoczu.

## Dawkowanie
Zalecane dawkowanie edoksabanu:
- w zapobieganiu udarom mózgu i zatorowości obwodowej u dorosłych pacjentów z migotaniem przedsionków niezwiązanym z wadą zastawkową z jednym lub kilkoma czynnikami ryzyka, takimi jak zastoinowa niewydolność serca, nadciśnienie tętnicze, wiek ≥ 75 lat, cukrzyca, udar lub przemijający napad niedokrwienny w wywiadzie – 60 mg jeden raz na dobę,
- w leczeniu zakrzepicy żył głębokich oraz zatorowości płucnej – 60 mg jeden raz na dobę, po terapii lekiem przeciwzakrzepowym podawanym pozajelitowo przez co najmniej 5 dni,
- w zapobieganiu zakrzepicy żył głębokich oraz zatorowości płucnej – 60 mg jeden raz na dobę.